# Konti (Burkina Faso)
Konti es un pueblo de Burkina Faso, en la Región Boucle du Mouhoun, y concretamente en la Provincia de Nayala. Konti se localiza en el extremo sur del Sahel y tiene unos 345 habitantes (1996).